# Daria-i-Noor

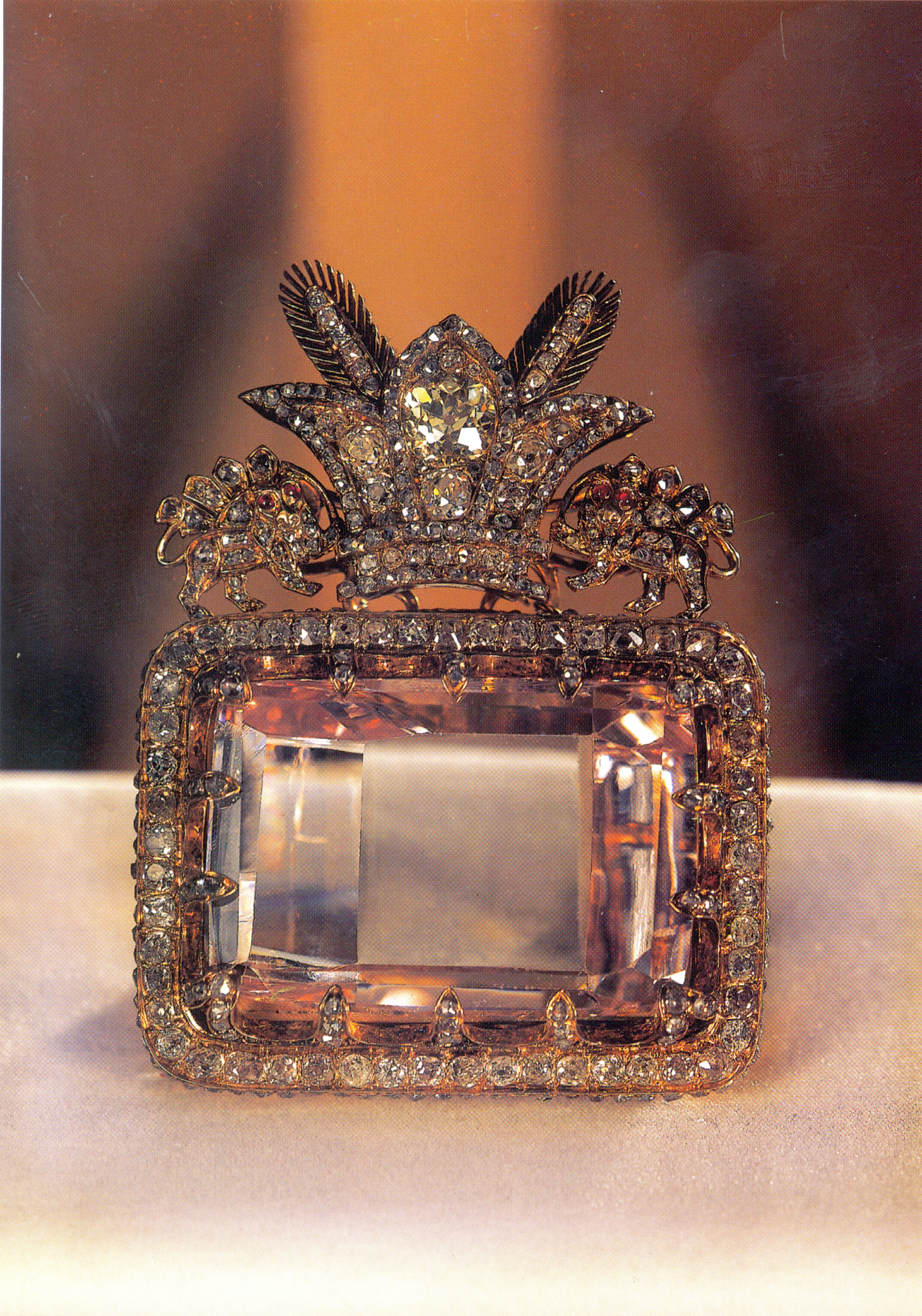

Daria-i-Noor (persiska: دریای نور som betyder "Ljushavet" på persiska), även stavat Darya-ye Noor, är en av de största diamanterna i världen och väger uppskattningsvis 182 carat (36 g). Dess färg, blekrosa, är en av de mest sällsynta som finns i diamanter. Diamanten finns för närvarande i den iranska kronjuvelsamlingen i Centralbanken i Iran i Teheran. Den kommer ursprungligen från Indien.